# آشیانه‌یابی راداری فعال

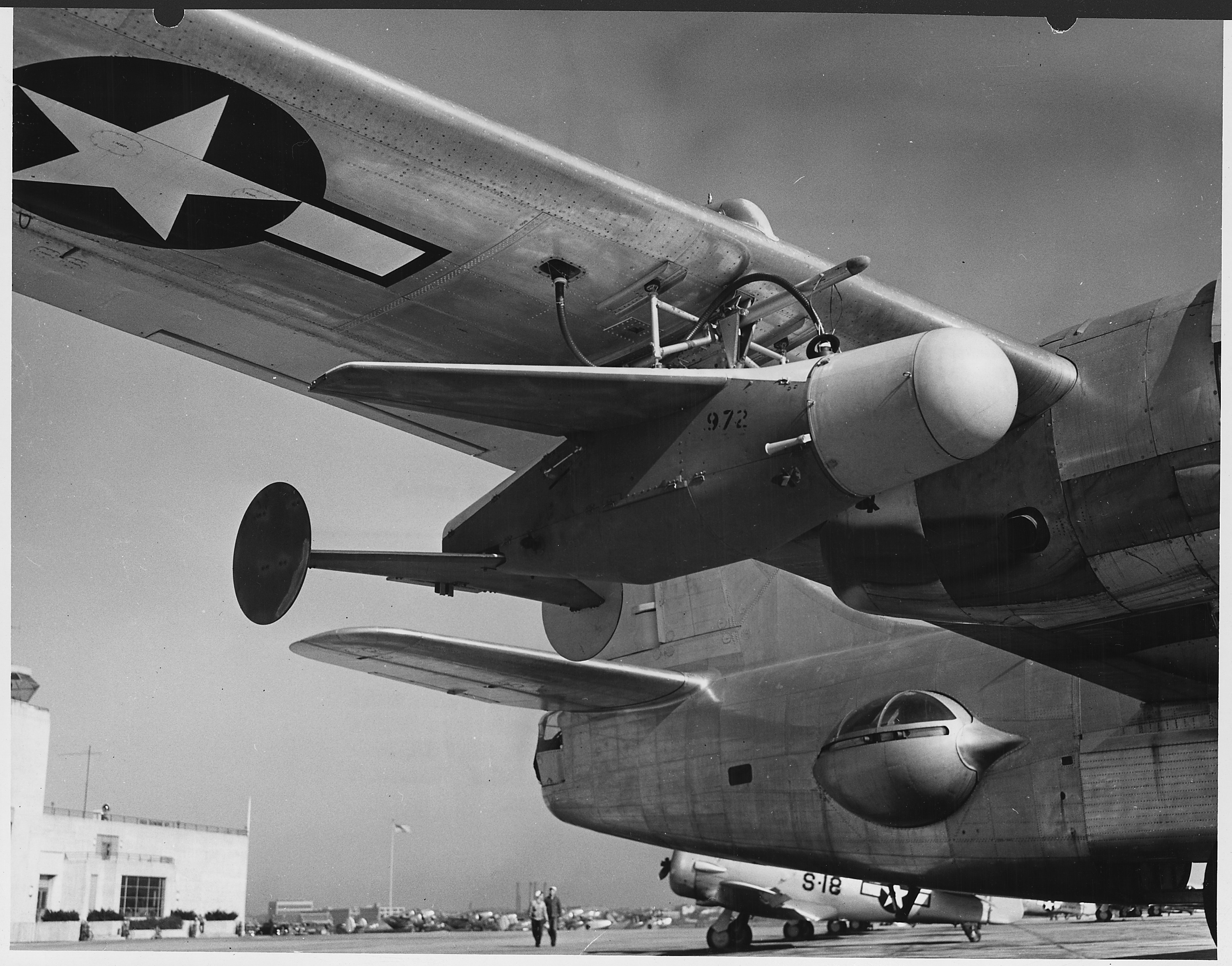
بمب هدایت‌شونده راداری BAT

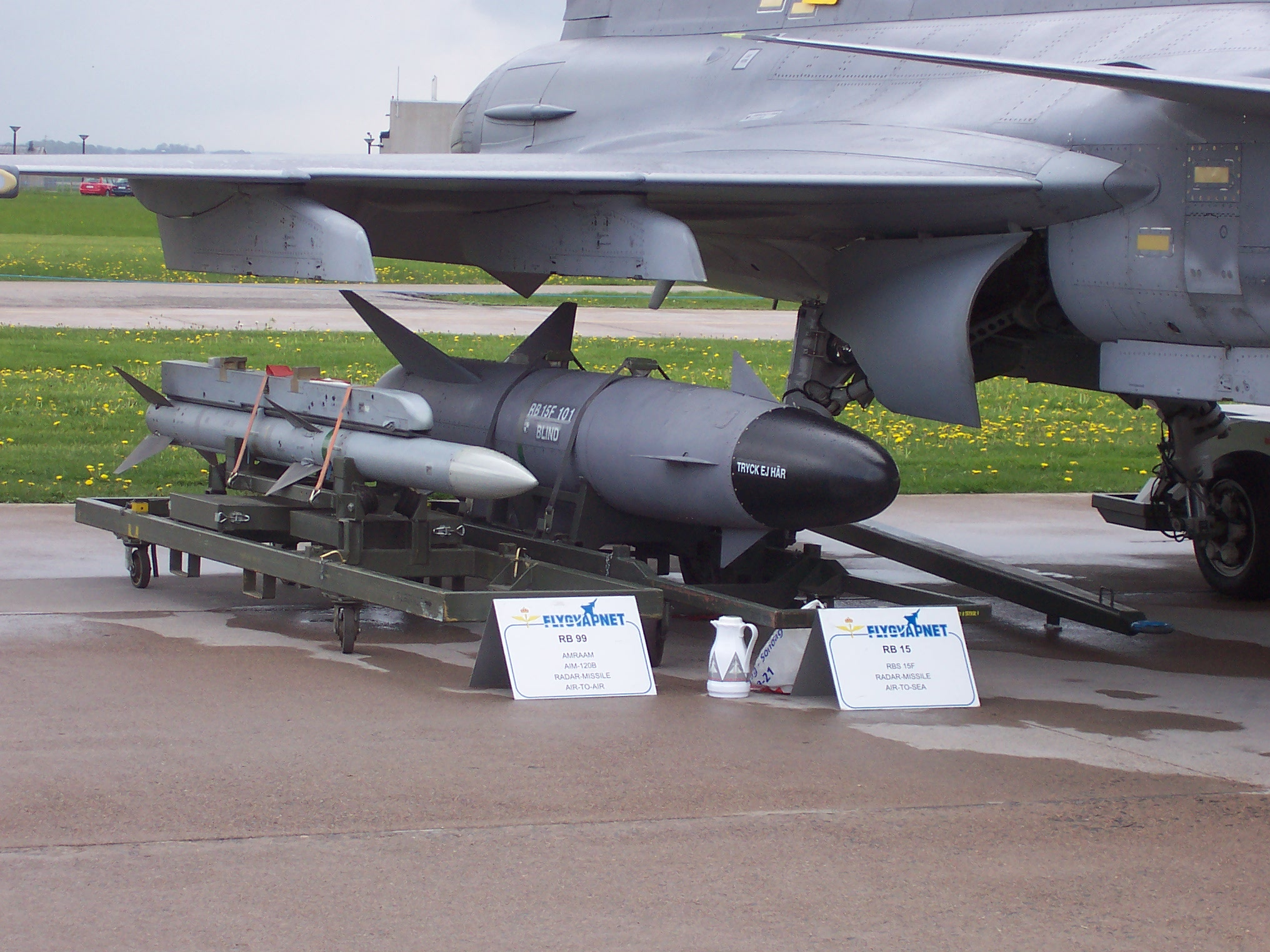
موشک ضد کشتی RBS-15F (در سمت راست) زیر بال یک جنگنده ساب ۳۹ گریپن در ۲۰۰۷

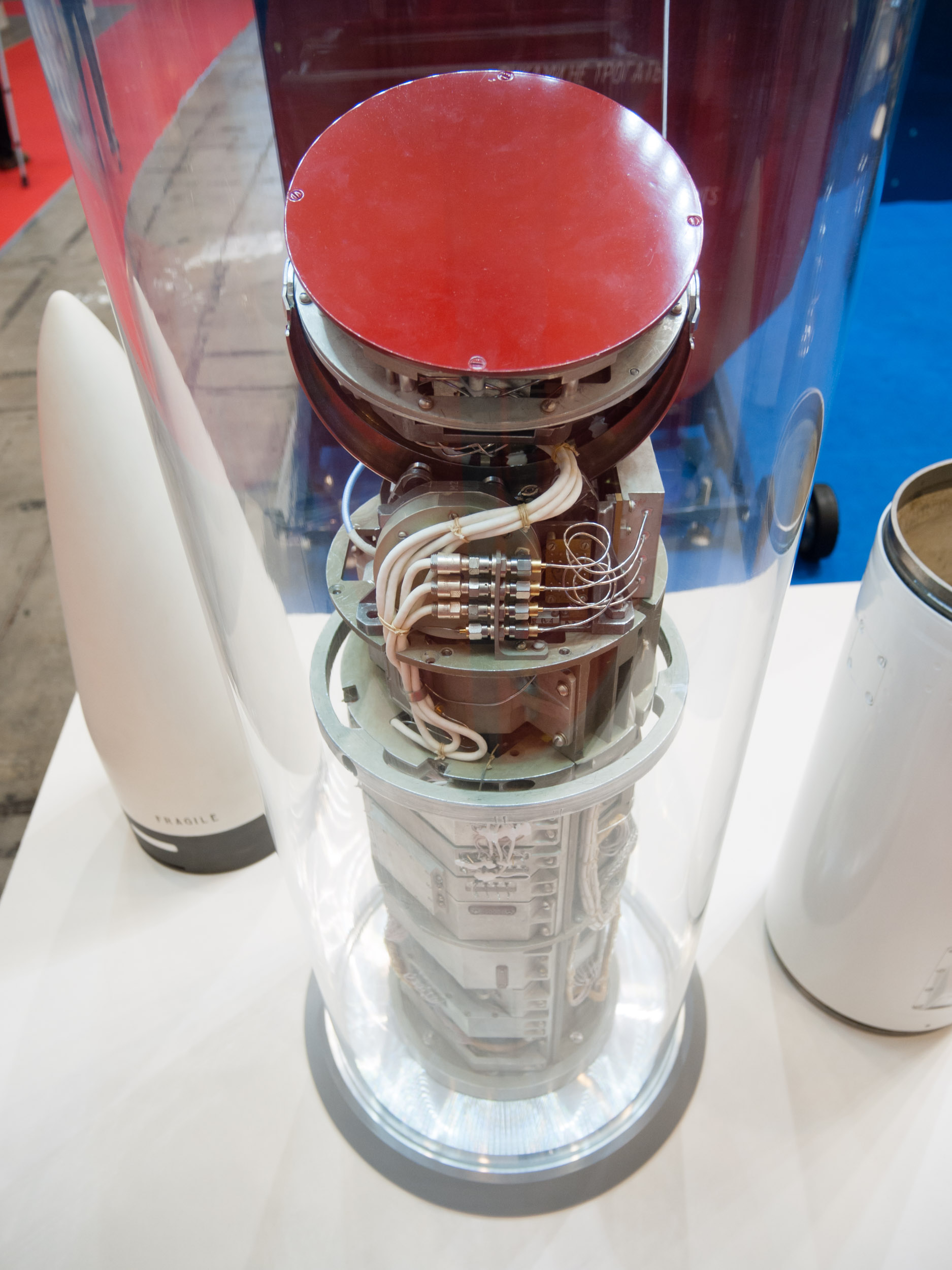
قطعهٔ جستجوگر موشک‌های راداری فعال

آشیانه‌یابی راداری فعال (ARH) یک روش هدایت موشکی است که در آن، یک موشک حاوی یک فرستنده-گیرنده راداری و وسایل الکترونیکی لازم برای یافتن و ردیابی هدف خود، به‌طور مستقل است. کد مختصر ناتو برای پرتاب موشک‌های راداری فعال هوابه‌هوا، فاکس سه (fox three) است.

## مزایا
آشیانه‌یابی راداری، فعال دو مزیت عمده دارد:
- از آن‌جا که موشک در حال ردیابی هدف، معمولاً در مرحله پایانی نسبت به سکوی پرتاب، به هدف نزدیک‌تر خواهد بود، ردیابی می‌تواند بسیار دقیق‌تر و همچنین مقاومت بهتری در برابر اقدامات متقابل الکترونیکی داشته باشد. موشک‌های رادار فعال دارای احتمال برخورد به هدف بالایی هستند.
- از آن‌جا که موشک در مرحله پایانی حرکت خود کاملاً خودمختار است، سکوی پرتاب به هیچ‌وجه نیازی به فعال بودن رادار خود در این مرحله ندارد و در مورد سکوی پرتاب متحرک مانند هواپیما، در حالی که موشک روی هدف خود متمرکز و در حال حرکت به سمت آن است، می‌تواند از صحنه خارج شود یا اقدامات دیگری را انجام دهد. این ویژگی، اغلب با عنوان قابلیت شلیک و بعد هیچ نامیده می‌شود و مزیت بزرگی است که موشک‌های هوابه‌هوای مدرن نسبت به پیشینیان خود دارند.

## معایب
- از آن‌جایی که بیشتر موشک‌ها با موتورهای موشکی کار می‌کنند، هیچ قابلیت تولید برقی ندارند. این موضوع به این معناست که موشک‌های هدایت‌شونده راداری فعال معمولاً به نیروی باتری برای فرستنده‌گیرنده راداری خود متکی هستند و به‌طور قابل‌توجهی قدرت آن را محدود می‌کنند اگرچه می‌توان با استفاده از طرح‌هایی، این موضوع را کاهش داد.
- از آن‌جایی که یک سیستم راداری کامل در این موشک‌ها تعبیه شده، این موشک‌ها در شرایط یک‌سان، گران‌تر و پُرهزینه‌تر از سیستم‌های آشیانه‌یابی راداری نیمه‌فعال هستند.

## عملکرد
آشیانه‌یابی راداری فعال، به ندرت به عنوان تنها روش هدایت موشک استفاده می‌شود. این روش اغلب در مرحله پایانی درگیری‌ها فعال می‌شود. دلیل این موضوع، عمدتاً این است که قطعهٔ راداری موشک باید به اندازه کافی کوچک باشد تا در داخل موشک قرار گیرد و باید از باتری تغذیه شود؛ بنابراین موشک‌های راداری فعال دارای شاخصERP نسبتاً پایینی بوده و بُرد آن‌ها محدود است. برای غلبه بر این مشکل، اکثر این موشک‌ها از ترکیبی از هدایت بر مبنای دستور و یک سیستم ناوبری اینرسیایی (INS) استفاده می‌کنند تا از نقطهٔ پرتاب تا زمانی که هدف به اندازه کافی نزدیک شود تا توسط موشک شناسایی و ردیابی شود، پرواز کنند؛ بنابراین موشک نیاز به به‌روزرسانی‌های هدایتی از طریق پیوند داده (Data Link) از سکوی پرتاب تا این مرحله دارد و ممکن است در صورتی که هدف در حال مانور دادن باشد، موشک به نقطهٔ رهگیری پیش‌بینی‌شده برسد و متوجه شود که هدف در آن‌جا نیست. گاهی اوقات سکوی پرتاب (مخصوصاً اگر هواپیما باشد) ممکن است در خطر باشد، در حالی که به هدایت موشک پرتاب‌شده به این روش، تا زمانی که «فعال شود» ادامه می‌دهد. در این صورت ممکن است هواپیما تغییر مسیر داده یا دور بزند و این را به شانس بسپارد که وقتی موشک فعال می‌شود، هدف در نقطهٔ پیش‌بینی شده قرار گیرد. این امکان همچنین وجود دارد که سیستمی غیر از سکوی پرتاب مورد استفاده، موشک را پیش از روشن شدن رادار خود هدایت کند. این سیستم می‌تواند هواگرد جنگنده‌ای دیگر یا شاید یک آواکس باشد.
بیشتر موشک‌های ضدکشتی از هدایت راداری فعال برای هدایت در مرحلهٔ پایانی حرکت موشک استفاده می‌کنند.
بسیاری از موشک‌های راداری فعال نیز با اهدافی در خشکی یا دریا از روش بسامد بس‌بالا (موج میلی‌متری) استفاده می‌کنند.

## فهرست موشک‌ها
نمونه‌هایی از موشک‌های شناخته‌شده برای استفاده از رادار فعال (همه در فاز پایانی خود) عبارت‌اند از:

### چین
- DF-21
- DF-25
- DF-26
- HN-2000
- موشک‌های هوابه‌هوای PL-12 و SD-10 (نسخه صادراتی به پاکستان)
- موشک هوابه‌هوای PL-15
- موشک دفاع هوایی HQ-9

### اروپا
- موشک هوابه‌هوا بُرد بالای Meteor (با مشارکت فرانسه، آلمان، ایتالیا، اسپانیا، سوئد و بریتانیا)
- Perseus (ساخت فرانسه و بریتانیا)

### فرانسه
- موشک ضدکشتی اگزوسه، ساخت ام‌بی‌دی‌ای
- موشک MICA

### آلمان
- موشک ضدکشتی موشک کرمران

### هندوستان
- Agni-II
- Agni-III
- آکاش
- Astra BVRAAM
- برنامه دفاع موشکی بالستیک هند
- برهموس
- ناگ
- موشک نیربهای
- پرهار
- QRSAM
- رادرام-۱
- VL-SRSAM

### اسرائیل
- پیکان
- دربی

### روسیه
- نوواتور کی‌اس-۱۷۲
- ویمپل آر-۲۷
- ویمپل آر-۳۷
- ویمپل آر-۳۳
- ویمپل آر-۷۷
- خا-۲۵
- پی-۸۰۰ انیکس
- ۳ام-۵۴ کالیبر
- موشک سطح‌به‌هوای برد بلند اس-۴۰۰

### آفریقای جنوبی
- R-Darter

### سوئد
- موشک ضدکشتی Saab Bofors Dynamics RBS-15

### تایوان
- Sky Sword II air-to-air missile
- Hsiung Feng I
- Hsiung Feng II
- Hsiung Feng IIE
- Hsiung Feng III

### ایالات متحده
- موشک ضدکشتی هارپون
- AIM-47 Falcon
- موشک هوابه‌سطح، لاکهید مارتین، ای‌جی‌ام-۱۱۴ هل‌فایر
- موشک سطح‌به‌هوای لاکهید مارتین ام‌آی‌ام-۱۰۴پاتریوت (فقط نسخه PAC-3)[۳]
- مارتین مریتا Pershing II (نسخه رادار توپوگرافی DSMAC)
- موشک هوابه‌هوای بُرد بلند ایم-۵۴ فینیکس
- موشک هوابه‌هوا و موشک سطح‌به‌هوای ایم-۱۲۰ آمرام
- ریتیان تکنالوجیز GBU-53/B (بمب)
- موشک سطح‌به‌هوای استاندارد ERAM (موشک استاندارد ۶) ریم-۱۴۷
- ای‌جی‌ام-۸۸ هارم (فقط نسخه E)
- بمب گلاید هدایت‌شونده توسط رادار
- موشک Bat نیروی دریایی ایالات متحده در جنگ جهانی دوم، نخستین مهمات طراحی‌شده در جهان است که از یک سیستم هدایت راداری فعال استفاده می‌کند.